# 2.5次元ダンスライブ「SQ」ステージ
『2.5次元ダンスライブ「SQ（スケア）」ステージ』（2.5 dimensions of dance live「S.Q.S」（SolidS & QUELL on STAGE））は、2018年から始まった日本の2.5次元舞台作品。原作は「ツキノ芸能プロダクション」の「SQ」シリーズ。通称は『S.Q.S』、『スケステ』。

## 始まり
2018年5月17日に幕を開ける。
『SQ(スケア)』及び『SolidS』『QUELL』のキャラクターと楽曲、世界観をベースに舞台化した作品で、原作が同じコンテンツである『ツキステ。』シリーズの後続シリーズである。
『ツキステ。』と同じく、一幕：芝居パート、二幕：ダンスライブパートと分かれている。
Episode4より舞台オリジナル曲が制作されている。

## 概要

### 2017年
- 11月3日、AGF2017にて2.5次元ダンスライブ「S.Q.S」3部作制作が発表される。[1]

### 2018年
- 5月17日、2.5次元ダンスライブ「S.Q.S」Episode1「はじまりのとき-Thanks for chance to see you-」が幕を開ける。
- 10月3日より全6回、先輩シリーズであるツキステ。のツキステ。TVシーズン２と同時期に『S.Q.S(スケステ)TV』が放送される。[2]
- 12月26日、ツキステ。との合同ライブ『LUNATIC LIVE 2018 ver BLUE & RED』が行われた。シリーズ本格始動1年目にしてS.Q.Sにとって初のライブ公演となった。

### 2019年
- 3月3日、ツキプロ舞台では２例目、S.Q.Sでは初の単独ライブ「BLAZING & FREEZING」が開幕。
- 5月9日、スケステ2ndシーズンとなる4幕からの三部作の製作が発表された。[3]

### 2020年
- 2月26日、公演中だったep5が新型ウイルスの問題により、客席での演出から変更し、すべて舞台上での演技となった。ep5はツキプロ舞台シリーズにおいて最も早く新型コロナウイルスの影響を受けることとなった。
- 3月21日、5月に開催予定だったep4のBD発売イベントが新型コロナウイルスの感染拡大により、中止が発表された。
- 5月11日、S.Q.Sでは『アカイホノオ』を含めた6月7月公演予定のツキプロ関連イベント・舞台公演中止が発表された。[4]

### 2021年
- 3月25日、昨年7月に公演予定だった『アカイホノオ』が振替公演された。
- 3月31日、S.Q.S 3rdシーズン(7幕、8幕、9幕)の制作が発表される。[5]
- 8月26日、新型コロナウイルスの影響により、S.Q.Sメンバーも出演する『LUNATIC LIVE 2021』の中止が発表された。
- 11月25日、ep7にて篁志季を演じる日向野祥が持病の椎間板ヘルニアによる不調によりダンスライブパートへの不参加が発表される。これによりダンスライブパートはVer.RED、Ver.BLUE共通のセットリストになり、SolidS新ユニット曲の披露は中止、既存ユニット曲は篁志季不在もしくはダンサー代役の措置が取られた。なお、殺陣の多い一幕だったが、ダンスライブに比べて負担が少ないと、本人が予定通り出演した。[6]

### 2022年
- 1月27日、諸般の都合により、2022年4月に公演予定だったEpisode8「SCHOOL REVOLUTION あの頃の僕らは」の公演延期が発表される。[7]
- 7月20日、篁志季役の日向野祥のツイッターにて、12月に公演が予定されているEpisode8振替公演よりこの役を降板することが発表された。理由は、Episode7稽古期間中に発症した腰の痛み[6]により、動きに制限が出てしまうというものであった。[8]
- 篁志季役の日向野祥の降板を受け、スケステ公式ツイッターにて本人のコメントと共に塚本凌生が新キャストとして最新公演を演じることが発表された。[9]シリーズ始動から約５年。初のキャスト変更となった。

### 2023年
- 3月31日、Ep９の情報解禁に伴い、新キャストのコメントと共に出演キャストが発表された。[10]SolidSより村瀬大役の中山優貴、QUELLより和泉柊羽役の上山航平、堀宮英知役の藍沢晃多、久我壱星役の瀬川拓人、久我壱流役の北出流星が新キャストとして発表された。
- SolidSとしては二人目の新キャスト。QUELLとしては初にしてメンバー全員のキャスト変更となった。

## 公演リスト

### 本公演

#### 1stシーズン
- 2.5次元ダンスライブ「S.Q.S」Episode1「はじまりのとき-Thanks for chance to see you-」[11]
  - Ver.RED／Ver.BLUE（2018年5月17日 - 27日4月よみうり大手町ホール、全15公演）
- 2.5次元ダンスライブ「S.Q.S」Episode 2「星芒の彼方-月野百鬼夜行綺譚-」[12]
  - Ver.RED／Ver.BLUE（2018年11月1日 - 11日4月ヒューリックホール東京、全15公演）
- 2.5次元ダンスライブ「S.Q.S（スケアステージ）」Episode 3「ROMEO - in the darkness -」[13]
  - Ver.RED／Ver.BLUE（2019年4月25日 - 5月6日、ヒューリックホール東京、全18公演）

#### 2ndシーズン
- 2.5次元ダンスライブ「S.Q.S(スケアステージ)」Episode4「TSUKINO EMPIRE2 -Beginning of the World-」[14]（2019年9月26日 - 29日、舞浜アンフィシアター、全7公演）
- 2.5次元ダンスライブ「S.Q.S（スケアステージ）」Episode 5「篁 志季消失事件」[15]
  - Ver.RED／Ver.BLUE（2020年2月20日 - 3月1日、ヒューリックホール東京、全16公演）
- 2.5次元ダンスライブ「S.Q.S（スケアステージ）」 Episode６「キソセカイステージ：zwei『アカイホノオ』」[16]
  - Ver.RED／Ver.BLUE（2021年3月25日 - 31日[17]、ヒューリックホール東京、全12公演）

#### 3rdシーズン
- 2.5次元ダンスライブ「S.Q.S（スケアステージ）」 Episode 7『斬心- 千五百秋の朝に。-』[18]
  - Ver.RED／Ver.BLUE（2021年12月2日 - 12日、ヒューリックホール東京、全16公演）
- 2.5次元ダンスライブ「S.Q.S」『SCHOOL REVOLUTION あの頃の僕らは』[7]　※延期[19]
- 2.5次元ダンスライブ「S.Q.S」Episode 8『SCHOOL REVOLUTION あの頃の僕らは』
  - Ver.RED／Ver.BLUE（2022年12月2日 - 11日、ヒューリックホール東京、全14公演）
- 2.5次元ダンスライブ「S.Q.S」Episode 9『The Freely』[20]
  - Ver.RED／Ver.BLUE（2023年6月15日-25日、 I’M A SHOW、全16公演）
- 2.5次元ダンスライブ「S.Q.S」Episode 10『月野奇譚 太極伝奇 -干戈騒乱-』（2024年1月19日 - 28日、草月ホール、全16公演）[21]

### ライブ
- 「ツキステ。」＆「スケステ」合同ダンスライブ『LUNATIC LIVE 2018 ver BLUE & RED』[22]
  - Ver.RED／Ver.BULUE（2018年12月26日 - 27日 大宮ソニックシティホール）
- 2.5次元ダンスライブ「SQ」ステージ BLAZING & FREEZING[23]（2019年3月3日、舞浜アンフィシアター）

### イベント
- Blu-ray 2.5次元ダンスライブ「S.Q.S(スケアステージ)」Episode1「はじまりのとき -Thanks for the chance to see you-」発売記念イベント[24]（2018年12月2日）
- Blu-ray 2.5次元ダンスライブ「S.Q.S(スケアステージ)」Episode 2「星芒の彼方-月野百鬼夜行綺譚-」発売記念イベント[25]（2019年6月8日、新宿クエストホール）
- Blu-ray 2.5次元ダンスライブ「S.Q.S」 Episode 3「ROMEO - in the darkness -」 発売記念イベント[26]（2019年8月18日、大宮ソニックシティ 大ホール）
- Blu-ray 2.5次元ダンスライブ「S.Q.S(スケアステージ)」Episode4「TSUKINO EMPIRE2 -Beginning of the World-」発売記念イベント（2020年5月24日）[27]
- S.Q.Sファンミーティング『S.Q.S FM』（2020年12月7日 - 8日）

## 本公演キャスト
2018年のシリーズ開始よりキャスト変更は2回。
この項では他シリーズのゲスト出演等の出欠は記載しない。

### SolidS（ソリッズ）
- 篁志季
  - 初演～ep8（ep5は映像出演のみ）- 日向野祥[28][8]
  - ep8～ - 塚本凌生[9]
- 奥井翼
  - 初演～ - 瀬戸啓太[28]
- 世良里津花
  - 初演～ - 阿部快征[28]
- 村瀬大
  - 初演～ep8 - 小林涼[28]
  - ep9～ - 中山優貴[29]

### QUELL（クヴェル）
- 和泉柊羽
  - 初演～ep8 - 田中稔彦[28]
  - ep9～ - 上山航平[30]
- 堀宮英知
  - 初演～ep8 - 中尾拳也[28]
  - ep9～ - 藍沢晃多[30]
- 久我壱星
  - 初演～ep8 - 山中健太[28]
  - ep9～ - 瀬川拓人[30]
- 久我壱流
  - 初演～ep8 - 山中翔太[28]
  - ep9～ - 北出流星[30]

## 舞台オリジナルキャスト

### Episode 1「はじまりのとき-Thanks for chance to see you-」
- アンサンブル
  - 杉本勝久

### Episode 2「星芒の彼方-月野百鬼夜行綺譚-」
- 妖刀村正役 - 下村青
- アンサンブル
  - 池田彰夫
  - 白石拓巳
  - 高橋玲

### Episode 3「ROMEO - in the darkness -」
- ロミオ役 - 平井雄基
- アンサンブル
  - 新宮乙矢
  - 池田彰夫
  - 橋本昭博
  - 加賀美秀明

### Episode 4「TSUKINO EMPIRE2 -Beginning of the World-」
- ツキステ。より
  - 第一艦隊（Six Gravity）
    - 弥生春 - 松田岳
    - 皐月葵 - 上仁樹

  - 第二艦隊（Procellarum）
    - 霜月隼 - TAKA(CUBERS)
    - 長月夜 - 秋葉友佑
    - 水無月涙 - 佐藤友咲
    - 神無月郁 - 三山凌輝
- イブステより
  - 第三艦隊（SOARA）
    - 大原空 - 堀田竜成
    - 在原守人 - 石渡真修
    - 神楽坂宗司 - 吉田知央
    - 宗像廉 - 植田慎一郎
    - 七瀬望 - 沢城千春（※映像出演）

  - 第三艦隊（Growth）
    - 衛藤昂輝 - 塩澤英真
    - 八重樫剣介 - 石川翔
    - 桜庭涼太 - 三谷怜央
    - 藤村衛 - 岩佐祐樹
- 倖月千歳 - 鈴木翔音
- 伊車六価 - 栗田学武
- 太田周平 - 石田周作
- ナトゥーラ家
  - ナトゥーラ・イルディス - 徳山秀典
  - ナトゥーラ・ムーサ - 五東由衣
  - ナトゥーラ・ニゲル - 鬼束道歩
- アンサンブル
  - 橋本昭博
  - 加賀美秀明
  - 畑中ハル
  - 高橋玲
  - 熊野善啓
  - ミヤタユーヤ（兼ダンサー）
  - 佐山尚
  - 長瀬ねん治
  - 増田匡紀
  - 大坪倫太朗

### Episode 5「篁 志季消失事件」
- 篁圭人 - 田中晃平
- 蘭子 - 萩原成哉
- 伊月花 - 大林素子
- アンサンブル
  - 橋本昭博
  - 加賀美秀明
  - 熊野善啓
  - 池田彰夫

### Episode 6「キソセカイステージ：zwei『アカイホノオ』」
- ツキステ。より
  - 師走駆 - 澤邊寧央
  - 水無月涙 - 佐藤友咲
- イブステより
  - 大原空 - 堀田竜成
  - 神楽坂宗司 - 吉田知央
  - 八重樫剣介 - 石川翔
- タツミ - 吉田晃太郎
- ヤクモ - 佐織迅
- アンサンブル
  - 橋本昭博
  - 加賀美秀明
  - 熊野善啓
  - 池田彰夫
  - 篠原嵩人
  - Ramin

### Episode 7「斬心- 千五百秋の朝に。-」
- 霜月隼（絶世卿） - 木村良平（※声の出演）
- 竜泉月斗（夢幻卿） - 小栗 諒
- アンサンブル
  - 吉田晃太郎
  - 新宮乙矢
  - 石井真司
  - 及川崇治
  - 池田彰夫
  - 寧

### Episode 8「SCHOOL REVOLUTION　あの頃の僕らは」
- 灰月文彦 - 井上雄太
- アンサンブル
  - 高間淳平
  - 新藤 遼
  - 伊地智頼統
  - 鶴岡政希

### Episode 9「The Freely」
- 篁圭人 - 田中晃平
- 灰月文彦 - 井上雄太
- 柚月広 - 松田剛哉

### Episode 10「月野奇譚 太極伝奇 -干戈騒乱-」
- 数寄川零 - 三島 涼
- 高昕 - 成松慶彦

## ダンサー
五十音順で表示。
- J.U.N.（初演-ep3,ep6-ep7）※ep6代役
- NAO（初演-BF,ep4-ep8）
- NOVI（BF)
- 安達公汰（ep7）
- 五十嵐拓人（BF）
- 今井稜（初演-BF,ep8）
- 上地大星（ep3-6）
- 高部雄大（ep5-ep7）※ep6怪我により降板
- 飛田琉成（ep8）
- 千葉恵佑（BF-ep4）
- 中村聖（BF-ep3）
- 橋本有一郎（初演-BF,ep6）
- 藤本将道（ep4-ep5）
- 古川翔一（ep4,ep7）
- 理土（ep3）
- TAIKI（ep8）
- 飛田琉成（ep8）

## 主なスタッフ
- 原作・脚本：ふじわら（ムービック）
- キャラクター原案：沙月ゆう
- 原作楽曲提供：滝沢章、はまたけし
- 脚色・演出・映像：ヨリコ ジュン
- 演出：鄭光誠(VACAR ENTERTAINMENT)（ep8）
- 振付：後藤健流（ep1〜2、B&F）、石原貢二郎（K-DanceNexus）（ep1〜2、B&F、ep4、ep7、ep8）、J.U.N.（ep3〜8）、Aico（ep8）
- 制作：Ask、サンライズプロモーション東京、エーディープロジェクト(ep8)
- 照明：糸賀大樹（アクア）
- 音響：門田圭介（K’2 Sound）（ep1〜3、B&F）、塚原康裕（アコルト）（ep4）
- 舞台監督・演出部：株式会社キーストーンズ（ep1〜3、B&F）、石黒勝巳（ep4）
- ヘアメーク：Ken（Rim）（ep1〜4、B&F）、YU-KA（Rim）（ep1〜4、B&F）、オオクボエミコ（ep3〜4）
- 衣装：沼崎和真（Revelten）（ep1〜4、B&F）、西田さゆり（ep4）

## バラエティ番組

### S.Q.S TV
- 『S.Q.S TV』のタイトルで、2018年10月3日から11月14日まで毎週水曜日23時から、TOKYO MX他にて放送された。
  - 『S.Q.S TV』特番が、『ツキステTV』の特番とともに、2018年11月14日23時からTOKYO MX他にて放送された。
- 『S.Q.S TV SEASON2』のタイトルで、2020年4月1日から毎週水曜日23時からTOKYO MX他にて放送された。

### プロステTV
- 『プロステTV』のタイトルで、2022年1月5日から全13回、毎週水曜22時30分よりTOKYO MXにて放送された。回替わりでツキプロ舞台シリーズのキャストたちが出演する。

## ディスコグラフィ

### 本公演・ライブDVD&Blu-ray
- 2.5次元ダンスライブ「S.Q.S（スケアステージ）」 Episode1 「はじまりのとき -Thanks for the chance to see you-」Ver.RED/Ver.BLUE（2018年11月30日発売）
- 2.5次元ダンスライブ「S.Q.S（スケアステージ）」 Episode2 「星芒の彼方-月野百鬼夜行綺譚-」Ver.RED/Ver.BLUE（2019年5月31日発売）
- 2.5次元ダンスライブ「SQ」ステージ BLAZING & FREEZING（2019年9月27日）
- 2.5次元ダンスライブ「S.Q.S（スケアステージ）」 Episode 3 「ROMEO – in the darkness -」 Ver. RED/Ver.BLUE（2019年11月29日発売）
- 2.5次元ダンスライブ「S.Q.S（スケアステージ）」 Episode 4 「TSUKINO EMPIRE2 -Beginning of the World-」（2020年3月27日発売）
- 2.5次元ダンスライブS.Q.S Ep5「篁志季消失事件」（2020年8月28日発売）
- 2.5次元ダンスライブS.Q.S Episode6「キソセカイステージ：zwei『アカイホノオ』」（2021年9月24日発売）
- 2.5次元ダンスライブS.Q.S Episode7「斬心 -千五百秋の朝に。-」（2022年6月24日発売）

### 関連DVD&Blu-ray
ツキプロ舞台シリーズにおける、スケステキャストが出演する、「S.Q.S」外の作品も記述する。詳細は当該公演のリンク先を参照。
- S.Q.S TV Ver.RED（2018年12月28日発売）
- S.Q.S TV Ver.BLUE（2019年1月25日発売）
- 月野百鬼夜行外伝 夏夢祭（2019年2月22日発売）
- ツキステ。TVシーズン２＆S.Q.S TV合同リーダーズ特番（2019年4月26日発売）
- LUNATIC LIVE 2018 ver BLUE & RED（2019年7月26日発売）
- 2.5次元ダンスライブ「ツキウタ。」ステージ 第８幕『TSUKINO EMPIRE -Unleash your mind.-』（2019年10月25日発売）
- S.Q.S TV SEASON2（2020年8月28日発売）

### 公演CD
- 2.5次元ダンスライブ「S.Q.S（スケアステージ）」 Episode4 『TSUKINO EMPIRE2 -Beginning of the World-』
  - メインテーマ「Beginning of the World」（2019年10月25日発売）
- S.Q.S Episode 4『TSUKINO EMPIRE2 -Beginning of the World-』
  - サウンドトラック「IMPERIAL MUSIC BOX Ⅱ」（2020年3月27日発売）
- S.Q.S Ep5『篁志季消失事件』
  - 主題歌「希望の鐘」（2020年8月28日発売）
- 2.5次元ダンスライブ「SQ」ステージ Episode 6 キソセカイステージ：zwei「アカイホノオ」
  - 主題歌「アカイホノオ ～Go On And On～」（2021年4月30日発売）
- 2.5次元ダンスライブS.Q.S Episode 7 「斬心　- 千五百秋の朝に。-」
  - 主題歌「斬心-無形ノ八重-」（2022年1月28日発売）

### 関連書籍
- 2.5次元ダンスライブ「S.Q.S」公式ビジュアルブック CAST × TRIBUTE（2019年6月28日発売）
- 2.5次元ダンスライブ「S.Q.S」公式ビジュアルブック CAST × TRIBUTE 2020（2020年8月28日）